# Kazimierz Milner
Kazimierz Leon Milner (ur. 13 maja 1942 w Dąbrowie Górniczej, zm. 9 stycznia 2008) – polski polityk, działacz związkowy, poseł na Sejm II i III kadencji.

## Życiorys
Z wykształcenia technik energetyk, absolwent (1962) Śląskich Technicznych Zakładów Naukowych. Zawodowo związany z Kopalnią Węgla Kamiennego Jaworzno. Był wieloletnim działaczem Związku Zawodowego Górników.
W latach 90. należał do liderów założonego przez Alfreda Miodowicza Ruchu Ludzi Pracy. Od 1993 do 2001 sprawował mandat posła na Sejm II i III kadencji, wybranego z ramienia Sojuszu Lewicy Demokratycznej w okręgu sosnowieckim. Po powołaniu na bazie SLD jednolitej partii opuścił jej klub parlamentarny. W 2001 nie ubiegał się o reelekcję.
Po 2000 kierował lokalnym Stowarzyszeniem Inicjatyw Społeczno-Gospodarczych.